# Tom Stewart
Tom Stewart (Dunlap, 1892. január 11. – Nashville, 1972. október 10.) az Amerikai Egyesült Államok szenátora (Tennessee, 1939–1949).